# Союз МС-06
«Союз МС-06» — політ до міжнародної космічної станції, під час якого було доставлено трьох учасників експедиції МКС-53/54 та повернуто їх на Землю. Політ тривав із 12 вересня 2017 до 28 лютого 2018. Це був 133-й пілотований політ корабля «Союз» (перший політ відбувся 1967 року).

## Екіпаж
- (Роскосмос): Олександр Місуркін (2-й космічний політ) — командир екіпажа;
- (НАСА): Марк Т. Ванде Хей (1) — бортінженер;
- (НАСА): Джозеф Майкл Акаба (3) — бортінженер.

## Дублери
- (Роскосмос): Олександр Скворцов (3-й космічний політ) — командир екіпажу;
- (НАСА): Скотт Тінгл (1) — бортінженер;
- (НАСА): Шеннон Вокер (2) — бортінженер.

## Старт і політ
Корабель стартував 12 вересня 2017 року о 21:17:02 (UTC) з Байконуру. Програмою польоту було передбачено 4-х обертове зближення із МКС. Зближення відбулося в автоматичному режимі, стикування — 13 вересня о 02:55 (UTC).
27 лютого о 23:08 (UTC) корабель Союз МС-06 з трьома космонавтами на борту (Олександр Місуркін, Марк Ванде Хей і Джозеф Акаба) відстикувався від МКС та за декілька годин успішно приземлився на території Казахстану.

## Галерея

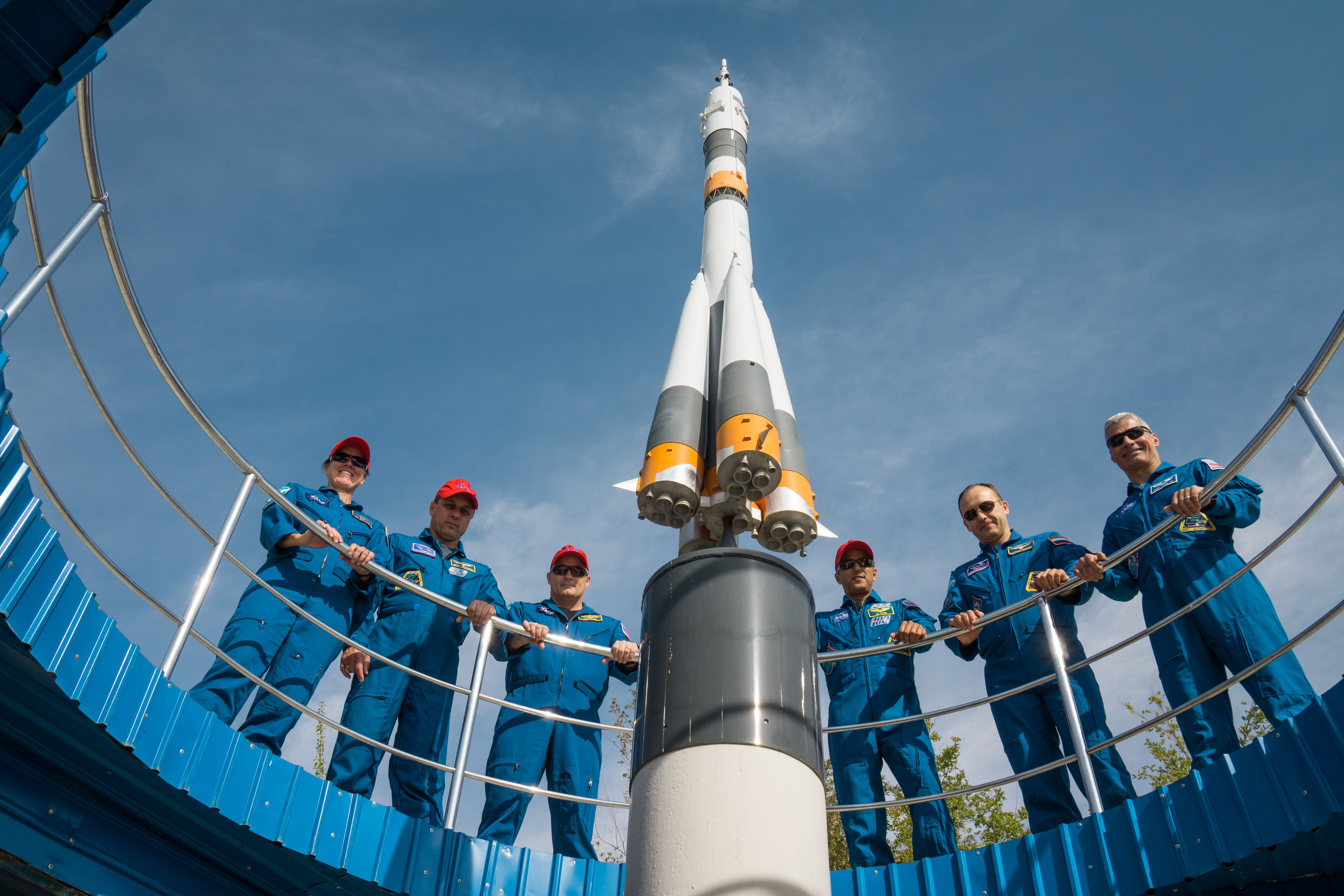
Екіпаж біля корабля
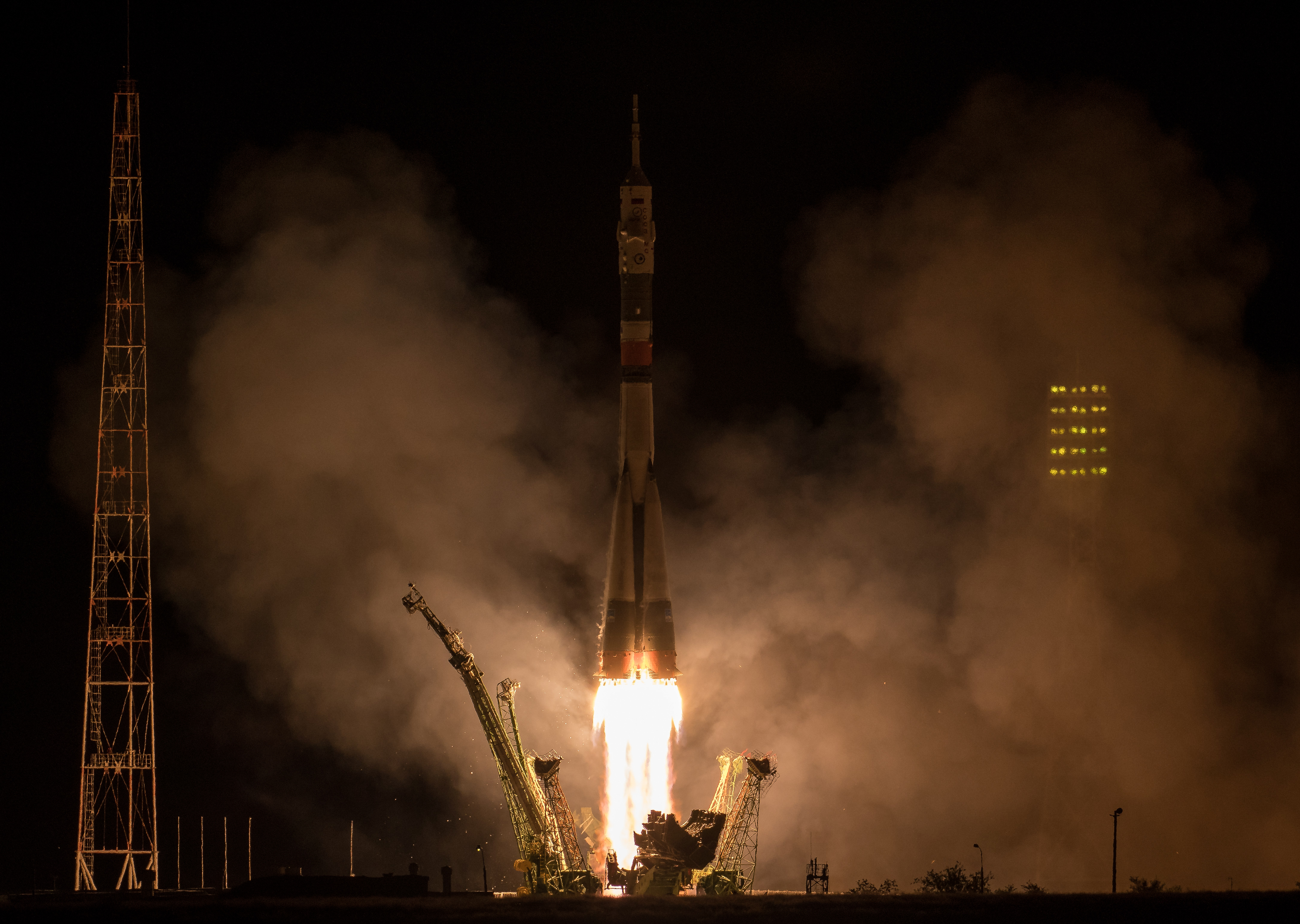
Запуск корабля